# Tragia affinis
Tragia affinis là một loài thực vật có hoa trong họ Đại kích. Loài này được B.L.Rob. & Greenm. miêu tả khoa học đầu tiên năm 1894.